# 埃克斯珀里門特 (阿肯色州)
埃克斯珀里門特（英語：Experiment）是位於美國阿肯色州哥倫比亞縣的一個非建制地區。該地的面積和人口皆未知。

## 地理
埃克斯珀里門特的座標為33°12′09″N 93°27′58″W / 33.20250°N 93.46611°W，而該地的平均海拔高度為82米（即266英尺）。